# Rhaconotus zarudnyi
Rhaconotus zarudnyi är en stekelart som beskrevs av Sergey A. Belokobylskij 1990. Rhaconotus zarudnyi ingår i släktet Rhaconotus och familjen bracksteklar. Inga underarter finns listade i Catalogue of Life.